# Milton Brown (Politiker)
Milton Brown (* 28. Februar 1804 in Lebanon, Ohio; † 15. Mai 1883 in Jackson, Tennessee) war ein US-amerikanischer Politiker. Zwischen 1841 und 1847 vertrat er den Bundesstaat Tennessee im US-Repräsentantenhaus.

## Werdegang
Milton Brown wurde in Ohio geboren und zog später nach Nashville. Nach einem anschließenden Jurastudium und seiner Zulassung als Rechtsanwalt begann er in Paris (Tennessee) in seinem neuen Beruf zu arbeiten. Später zog er nach Jackson, wo er zwischen 1835 und 1841 als Richter am Kanzleigericht für den westlichen Teil von Tennessee fungierte.
Politisch wurde Brown Mitglied der im Jahr 1835 gegründeten Whig Party. Bei den Kongresswahlen des Jahres 1840 wurde er im zwölften Wahlbezirk von Tennessee in das US-Repräsentantenhaus in Washington, D.C. gewählt, wo er am 4. März 1841 die Nachfolge von John Wesley Crockett antrat. Nach zwei Wiederwahlen konnte er bis zum 3. März 1847 drei Legislaturperioden im Kongress absolvieren. Seit 1843 vertrat er dort als Nachfolger von Cave Johnson den elften Distrikt seines Staates, nachdem sein vorheriger Wahlbezirk im Jahr 1842 aufgelöst worden war. In den ersten Jahren seiner Zeit als Kongressabgeordneter bis 1845 erlebte er den heftigen Streit seiner Partei mit Präsident John Tyler. Außerdem wurde damals über eine mögliche Annexion der seit 1836 von Mexiko unabhängigen Republik Texas diskutiert. Deren Vollzug führte im März 1845 zum Mexikanisch-Amerikanischen Krieg, der die letzte Amtszeit von Milton Brown im Kongress prägte.
Nach seinem Ausscheiden aus dem US-Repräsentantenhaus praktizierte Brown wieder als Anwalt. Er wurde einer der Mitbegründer der Southwestern Baptist University und des Lambuth College. Außerdem wurde Brown im Eisenbahngeschäft tätig. Zwischen 1854 und 1856 war er Präsident der Mississippi Central & Tennessee Railroad Co.; danach übte er die gleiche Funktion zwischen 1856 und 1871 bei der Mobile and Ohio Railroad aus. Milton Brown starb am 15. Mai 1883 in Jackson.